# Tháng 3 năm 2021
Tháng 3 năm 2021 là tháng thứ ba của năm hiện tại. Tháng bắt đầu vào Thứ Hai, sẽ kết thúc vào Thứ Tư sau 31 ngày.

## Thứ 2 ngày 1
- Đảo chính Myanmar 2021
  - Văn phòng nhân quyền của Liên Hợp Quốc cho biết rằng cảnh sát Myanmar hôm 28/2 đã bắn vào người biểu tình, làm ít nhất 18 người chết.  (VOA)
  - Người biểu tình Myanmar tiếp tục xuống đường để phản đối việc quân đội đàn áp khiến ít nhất 18 người thiệt mạng một ngày trước đó. (tuoitre)
- Hàng trăm người dân Hồng Kông đã tập hợp trước một tòa án của đặc khu, giương cao các biểu ngữ ủng hộ các nhà đấu tranh dân chủ phải ra tòa hôm nay. Hoa Kỳ yêu cầu trả tự do ngay lập tức cho những người này.  (RFI)
- Tại Hội nghị Hành động Chính trị Bảo thủ (CPAC) ở Orlando, Florida Donald Trump tuyên bố đòi quyền lãnh đạo của Đảng Cộng hòa và muốn trừng phạt những người đã không trung thành. (n-tv)
- Ủy ban An ninh quốc gia về trí tuệ nhân tạo (NSCAI) đề nghị các đại học Mỹ thực hiện các biện pháp ngăn công nghệ nhạy cảm rơi vào tay quân đội Trung Quốc. (tuoitre)
- Đại dịch COVID-19
  - Thủ tướng Anh Boris Johnson thông báo, đến cuối tháng 2/2021 trên toàn quốc, đã có hơn 20 triệu dân trên tổng số 66 triệu được chích ngừa Covid-19, tối thiểu là được tiêm mũi vac-xin đầu tiên.  (RFI)

## Thứ 3 ngày 2
- Đảo chính Myanmar 2021
  - LHQ và Mỹ tuyên bố ông Kyaw Moe Tun vẫn là đại diện hợp pháp của Myanmar, dù chính quyền quân sự sa thải ông vì "phản bội đất nước". (vnexpress)
  - Chính quyền quân sự Myanmar yêu cầu cảnh sát không dùng đạn thật với người biểu tình, sau khi bị quốc tế lên án vì bạo lực chết người. (vnexpress)
  - Cảnh sát Myanmar bị tố bắn đạn thật giải tán biểu tình, khiến hai người nguy kịch, chỉ một ngày sau khi quân đội yêu cầu không dùng đạn thật. (vnexpress)
- Hai nghị sĩ Mỹ trình một dự luật kêu gọi Mỹ kết thúc chính sách 'Một Trung Quốc' và khôi phục quan hệ với Đài Loan. (tuoitre)
- Hơn 11 triệu gia đình Mỹ sẽ đối diện với nguy cơ “homeless” khi lệnh hoãn đuổi nhà từ liên bang hết hạn trong năm nay, The Hill trích dẫn báo cáo của cơ quan Bảo Vệ Tài Chánh Người Tiêu thụ (CFPB). (nguoi-viet)
- Văn phòng Đại diện thương mại Mỹ (USTR) tuyên bố chính quyền Tổng thống Joe Biden sẽ làm mọi cách để ngăn Trung Quốc lạm dụng thương mại, sửa chữa quan hệ với các đồng minh, bảo vệ người lao động Mỹ. (tuoitre)
- Một cố vấn cho biết vợ chồng Trump đã lặng lẽ tiêm vaccine Covid-19 tại Nhà Trắng hồi tháng 1, khi ông còn giữ chức tổng thống. (vnexpress)
- Lại thêm một phụ nữ tố cáo ông Andrew Cuomo, thống đốc tiểu bang New York, xách nhiễu tình dục, đây là người thứ ba lên tiếng về vấn đề này. (nguoi-viet)
- Cựu tổng thống Pháp Nicolas Sarkozy bị tuyên án tù 3 năm, trong đó có 2 năm hưởng án treo, vì tội danh tham nhũng và sử dụng ảnh hưởng của mình để thu lợi trong thời gian tại nhiệm. (tuoitre)

## Thứ 4 ngày 3
- Vụ Trịnh Xuân Thanh trở về Việt Nam
  - Tô Ân Xô, phát ngôn viên Bộ Công An CSVN trong cuộc họp báo thường kỳ của Chính Phủ CSVN nói: “Trong vụ án Trịnh Xuân Thanh (cả vụ bắt cóc) thì nhiều cơ quan liên quan đều có đánh giá, rút kinh nghiệm và việc khen thưởng cho cá nhân là chuyện hết sức bình thường.” (nguoi-viet), (nld)
- Đảo chính Myanmar 2021
  - Các lực lượng an ninh Myanmar hôm 3/3 đã nổ súng vào các cuộc biểu tình phản đối chính quyền nhà binh, làm 9 người thiệt mạng.  (VOA)
- Tổ chức phi chính phủ Phóng Viên Không Biên Giới RSF, trụ sở tại Pháp, đã nộp đơn kiện lên một tòa án Đức, đòi nhận vật lãnh đạo Ả Rập Xê Út và những người khác phải chịu trách nhiệm về "tội ác chống nhân loại". (RFI)

## Thứ 5 ngày 4
- Một Liên minh Báo chí Tự do (OFPL), gồm 34 cơ quan truyền thông quốc tế, tổ chức đứng lên bênh vực “các nhà báo can đảm trên thế giới”, mới đưa ký giả tự do Phạm Đoan Trang vào danh sách 10 “trường hợp khẩn cấp” về tự do báo chí trên toàn cầu. (VOA)
- Chính quyền Colombo ngày 02/03/2021 cho biết sẵn sàng cấp cho Ấn Độ và Nhật Bản một cảng nước sâu chiến lược khác, Cảng Container phía Tây (WCT) của Cảng Colombo, cần phải xây mới hoàn toàn. (RFI)
- Bộ trưởng Bộ Công an Tô Lâm nói về định hướng quy hoạch, xây dựng mới trụ sở cơ quan Bộ Công an ở Hà Nội: “Thực trạng hiện nay của trụ sở Bộ Công an so với trụ sở Công an một số nước còn rất khiêm tốn; quy hoạch các trụ sở đã nhiều năm nên bất cập so với nhu cầu sử dụng.”  (RFA)
- Đảo chính Myanmar 2021
  - Ít nhất 38 người thiệt mạng ở Myanmar hôm thứ Tư trong ngày mà Liên Hợp Quốc mô tả là "đẫm máu nhất" kể từ khi cuộc đảo chính diễn ra một tháng trước. (BBC)
- Trong thông cáo ngày 3/3, phát ngôn viên của Bộ Ngoại giao Mỹ cho biết: "Chúng tôi hoan nghênh Đức ủng hộ trật tự quốc tế dựa trên luật pháp ở Ấn Độ Dương - Thái Bình Dương. Cộng đồng quốc tế đóng vai trò quan trọng trong duy trì một trật tự hàng hải rộng mở" .  (vnexpress)
- Đại dịch COVID-19
  - Trong buổi họp báo tại một nhà hàng ở Lubbock, Texas, Thống Đốc Greg Abbott của đảng Cộng Hòa tuyên bố sẽ ban hành lệnh mới, hủy bỏ hầu hết biện pháp chống COVID-19 trước đó, bao gồm lệnh đeo khẩu trang toàn tiểu bang.  (nguoi-viet)
  - Hội Nghị Giám Mục Công Giáo Hoa Kỳ, cũng như ít nhất sáu giáo phận khác trên cả nước, ra tuyên bố bày tỏ “lo ngại về mặt đạo đức” đối với vaccine J&J, vì loại vaccine này dùng tế bào nuôi cấy trong phòng thí nghiệm mà có nguồn gốc từ tế bào được trích trong những năm 1980 từ phôi bào thai bị nạo bỏ.  (nguoi-viet)
  - Đức gia hạn cách ly xã hội cho tới ngày 28 tháng 3 với vài nới lỏng, như cho phép người từ 2 căn hộ được gặp nhau, các cửa tiệm cần thiết cho nhu cầu hàng ngày, cũng như các tiệm sách, bán bông và cây cối. (Welt)
  - Chính phủ Đức cho biết họ đã phê chuẩn vaccine Oxford-AstraZeneca để tiêm cho người trên 65, sau những tranh cãi nhiều tuần về 'tính hiệu quả' của vaccine này.  (BBC)
- Hạ viện Mỹ hủy phiên họp hôm 4/3 sau khi cảnh sát quốc hội nhận thông tin về nhóm cực đoan âm mưu tấn công Đồi Capitol.  (vnexpress)

## Thứ 6 ngày 5
- Bạo loạn tại Điện Capitol Hoa Kỳ 2021
  - Federico Klein, trợ lý Bộ Ngoại giao được bổ nhiệm dưới thời Trump, bị bắt vì liên quan tới cuộc bạo loạn Đồi Capitol hôm 6/1. (vnexpress)
- Đảo chính Myanmar 2021
  - YouTube xóa 5 kênh của mạng truyền hình do quân đội Myanmar điều hành khỏi nền tảng, trong bối cảnh chính biến tại nước này ngày càng căng thẳng. (vnexpress)
- 89% người Mỹ trưởng thành coi Trung Quốc là "đối thủ" hoặc "kẻ thù" thay vì "đối tác", khảo sát mới của Pew cho thấy. (vnexpress)

## Thứ 7 ngày 6
- Bộ Ngoại Giao Hoa Kỳ tố cáo cải cách về bầu cử mà Trung Quốc muốn áp đặt cho Hồng Kông là một cuộc « tấn công trực tiếp » vào quyền tự trị, các quyền tự do và tiến trình dân chủ của Hồng Kông. (RFI)
- Đảo chính Myanmar 2021
  - Hôm nay, 06/03/2021, những người biểu tình đòi dân chủ tiếp tục xuống đường tại Miến Điện, trong khi đó Hội Đồng Bảo An Liên Hợp Quốc lại bị chia rẽ trên hồ sơ này. (RFI)
- Sau cuộc đối thoại đầu tiên giữa tổng thống Mỹ Joe Biden và chủ tịch Ủy Ban Châu Âu Ursula von der Leyen, Liên Hiệp Châu Âu và Hoa Kỳ tạm hoãn 4 tháng cuộc chiến hàng không mà hai bên đã lao vào từ năm 2014. (RFI)
- Đài CBS trả phí bản quyền ít nhất 7 triệu USD để phát sóng cuộc phỏng vấn của Oprah Winfrey với Harry và Meghan. (vnexpress)
- Lực lượng biên phòng Mỹ bắt giữ gần 100.000 di dân tại biên giới Mỹ-Mexico trong tháng Hai, con số cao nhất trong tháng Hai kể từ năm 2006. (VOA)
- Hãng bay American Airlines ngày 5-3 cho biết một máy bay Boeing 737 MAX của họ trong hành trình tới New Jersey đã phải hạ cánh khẩn cấp vì trục trặc kỹ thuật. (tuoitre)
- Mạng chia sẻ video trực tuyến YouTube ngày 5-3 thông báo sẽ cho phép cựu tổng thống Mỹ Donald Trump tham gia lại nền tảng này khi nguy cơ kích động bạo lực của ông giảm. (tuoitre)
- Bạo loạn tại Điện Capitol Hoa Kỳ 2021
  - Nghị sĩ Dân chủ California Eric Swalwell đệ đơn lên tòa án quận ở thủ đô Washington kiện Trump, con trai Donald Jr, luật sư Rudy Giuliani và một nghị sĩ Cộng hòa với cáo buộc kích động bạo loạn Đồi Capitol ngày 6/1. (vnexpress)

## Chủ nhật ngày 7
- Đảo chính Myanmar 2021
  - Một liên minh các công đoàn Myanmar hôm nay kêu gọi đình công trên toàn quốc từ ngày 8/3 nhằm phản đối cuộc đảo chính của quân đội. (vnexpress)
- Quân đội Miến Điện tiến hành một đợt vây bắt thô bạo nhắm vào các lãnh đạo đảng Liên đoàn Quốc gia vì Dân chủ (LND) của bà Aung San Suu Kyi. (RFI)
- Đại dịch COVID-19
  - Dân Biểu Hubert Võ (Dân Chủ), đại diện Địa Hạt 149 của Hạ Viện Tiểu Bang Texas, lên tiếng phản đối quyết định của ông Greg Abbott (Cộng Hòa), thống đốc Texas, tuyên bố “mở cửa 100%” và bãi bỏ lệnh bắt buộc đeo khẩu trang trên toàn tiểu bang.  (nguoi-viet)
- Cựu tổng thống Mỹ Donald Trump đã yêu cầu 3 tổ chức của Đảng Cộng hòa ngừng sử dụng tên ông và những thứ liên quan để gây quỹ, một cố vấn của ông Trump cho biết. (tuoitre)

## Thứ 2 ngày 8
- Cử tri Thụy Sĩ bỏ phiếu thông qua luật cấm che mặt ở đa số các địa điểm công cộng trong cuộc trưng cầu dân ý. (vnexpress)
- Đảo chính Myanmar 2021
  - Giới chức Myanmar nổ súng vào đám đông biểu tình phản đối đảo chính ở thị trấn miền bắc Myitkyina hôm nay, khiến hai người chết. (vnexpress)
  - Truyền thông địa phương đưa tin binh lính ở Myanmar đã chiếm giữ các bệnh viện và khuôn viên trường đại học, đồng thời tăng cường các cuộc đột kích vào ban đêm để đối phó với biểu tình. (tuoitre)
- Đại dịch COVID-19
  - Với 318 ca tử vong do vi rút corona trong vòng 24 giờ, Ý vượt qua ngưỡng 100.000 cái chết. (n-tv)

## Thứ 3 ngày 9
- Peace Corps (Tổ chức Hòa bình Mỹ) hiện đang làm việc để xây dựng các chương trình hoạt động ở Việt Nam, và có kế hoạch đón nhận các tình nguyện viên đến từ Mỹ vào giữa năm 2022.  (VOA)
- Chính quyền của Tổng thống Joe Biden sẽ vẫn giữ nguyên thuế quan đối với hàng hóa Trung Quốc nhưng sẽ có sự phối hợp với các nước đồng minh để cô lập Bắc Kinh và tập trung vào vấn đề công nghệ hơn là thâm hụt thương mại. (VOA)
- Đảo chính Myanmar 2021
  - Đại sứ Myanmar tại Anh Kyaw Zwar Minn được Ngoại trưởng Anh ca ngợi khi kêu gọi chính quyền quân sự phóng thích bà Suu Kyi và Tổng thống U Win Myint. (vnexpress)
- Đại dịch COVID-19
  - Lần đầu tiên sau gần ba tháng rưỡi, ít hơn một nghìn ca tử vong do coronavirus, 749 ca, được ghi nhận ở Hoa Kỳ trong vòng một ngày. Mức cao nhất là 4.473 người chết vào ngày 12 tháng 1. Lần cuối cùng con số dưới một nghìn là vào ngày 29 tháng 11, ít nhất 822 người chết.  (Spiegel)
- Tổng thống Mỹ Joe Biden đề cử nữ tướng không quân 4 sao Jacqueline Van Ovost, làm người đứng đầu Bộ Chỉ huy Vận tải quân đội Mỹ (USTRANSCOM), và nữ tướng 3 sao Laura Richardson làm tư lệnh Bộ Chỉ huy miền Nam (SOUTHCOM) phụ trách khu vực Trung Mỹ và Mỹ Latin.  (tuoitre)
- Đỗ Tuấn Anh, 55 tuổi, tại Cheetham Hill, Manchester, đưa người di cư lậu vào Anh để làm việc trong các trại trồng cần sa của mình lãnh án 11 năm tù. (BBC)

## Thứ 4 ngày 10
- Tranh chấp đất đai tại Đồng Tâm
  - Một toà án cấp cao ở Hà Nội giữ nguyên mức án sơ thẩm vụ đụng độ tranh chấp đất đai ở Đồng Tâm, trong đó có 2 bản án tử hình cho các con trai của cụ Lê Đình Kình, người bị công an bắn chết trong vụ đột kích đầu năm ngoái. (VOA)
- Nữ sinh 13 tuổi thừa nhận cáo buộc sai sự thật về thầy giáo Paty, khiến ông bị chặt đầu sau khi giới thiệu tranh vẽ nhà tiên tri Mohammed. (vnexpress)
- Hàn Quốc đồng ý đóng góp 1,03 tỷ USD năm 2021, tăng 13,9% so với năm ngoái, cho lực lượng Mỹ đồn trú tại nước này. (vnexpress)
- Trung Quốc gấp rút lập "làng định cư" ở các vùng tranh chấp trên dãy Himalaya, tương tự "chiến lược cải bắp" ở Biển Đông, theo chuyên gia Ấn Độ. (vnexpress)

## Thứ 5 ngày 11
- Đảo chính Myanmar 2021
  - Việt Nam là một trong 4 nước vừa ngăn chặn Hội đồng Bảo an Liên Hợp Quốc ra thông cáo lên án cuộc đảo chính quân sự ở Myanmar. (VOA)
  - Mỹ áp đặt biện pháp trừng phạt đối với hai con của Tổng tư lệnh các lực lượng vũ trang Myanmar Min Aung Hlaing và 6 công ty mà họ kiểm soát.  (vnexpress)
  - Hội Đồng Bảo An Liên Hợp Quốc đã "mạnh mẽ" lên án những hành vi bạo lực nhắm vào những người biểu tình ở Miến Điện, lên án quân đội nước này, kêu gọi họ phải có thái độ kềm chế tối đa. (RFI)
  - Nhân chứng cho biết có ít nhất 7 người biểu tình bị chết hôm 11-3, ngày Hội đồng Bảo an Liên Hợp Quốc thông qua tuyên bố chung, kêu gọi quân đội Myanmar kiềm chế tối đa bạo lực nhắm vào dân thường. (tuoitre)
- Cả nước Nhật dành một phúc mặc niệm cho hơn 18.500 nạn nhân thiệt mạng và mất tích sau ba tai họa trận động đất xẩy ra cách nay đúng 10 năm tại Fukushima.  2 % diện tích Fukushima vẫn là những vùng « đất cấm » do ô nhiễm phóng xạ. (RFI)
- Đại dịch COVID-19
  - Cơ quan Quản lý Y Dược EU nhấn mạnh rằng không có chỉ dấu nào cho thấy vaccine AstraZeneca gây ra tình trạng máu đông. Việc Đan Mạch và Na Uy tạm dừng việc sử dụng được áp dụng như một biện pháp thận trọng. (BBC)

## Thứ 6 ngày 12
- Mỹ lên án việc Trung Quốc thông qua quyết định thay đổi hệ thống bầu cử Hong Kong, gọi đây là "cuộc tấn công liên tục" vào Hong Kong. Anh nói rằng động thái này sẽ làm xói mòn thêm niềm tin quốc tế vào Trung Quốc. EU nói Bắc Kinh tiếp tục vi phạm nguyên tắc "một quốc gia, hai chế độ", Luật cơ bản Hong Kong và các cam kết quốc tế của Bắc Kinh. (tuoitre)
- Đại dịch COVID-19
  - Tổng thống Biden lên án những "tội ác hận thù" nhằm vào người gốc Á thời Covid-19, gọi đây là hành động "không phải người Mỹ". (vnexpress)
- Một tập tin jpg vừa được bán trong một cuộc đấu giá với giá 69,3 triệu USD. (NYT)

## Thứ 7 ngày 13
- Năm công ty Trung Quốc, tập đoàn Huawei, ZTE, Hytera, Dahua và tập đoàn công nghệ kỹ thuật số Hangzhou Hikvision, bị Ủy ban Truyền thông Liên bang Mỹ (FCC) đưa vào danh sách đe dọa an ninh quốc gia theo một đạo luật năm 2019 nhằm bảo vệ các mạng lưới truyền thông Mỹ. (VOA)
- Thành phố Minneapolis đã đạt được một thỏa thuận bồi thường trị giá 27 triệu đô la cho gia đình của George Floyd, người đàn ông Mỹ thiệt mạng vào tháng 5 năm 2020, trong vụ việc gây ra các cuộc biểu tình trên toàn thế giới.  (BBC)
- Đảo chính Myanmar 2021
  - Ít nhất hai người bị cảnh sát bắn chết ở Myanmar đêm qua, khi các nhà hoạt động kêu gọi tổ chức thêm biểu tình để kỷ niệm ngày giỗ của sinh viên bị giết năm 1988. (vnexpress)
  - Từ tối hôm qua, 12/03/2021, đã có thêm ít nhất 6 người bị lực lượng an ninh Miến Điện sát hại khi đàn áp biểu tình. (RFI)
  - Tổng cộng 264 người Myanmar, gồm 198 cảnh sát, đã vượt biên sang bang Mizoram, Ấn Độ, để trốn chạy khủng hoảng, theo quan chức an ninh địa phương.  (vnexpress)
- Đại dịch COVID-19
  - Nước Pháp vượt qua ngưỡng 90.000 ca tử vong do Covid-19 kẻ từ khi đại dịch bùng phát cách đây một năm, Hiện giờ, mỗi ngày tại Pháp vẫn có thêm từ 20.000 đến 30.000 ca nhiễm mới (hôm qua là khoảng 25.000). (vnexpress)

## Chủ nhật ngày 14
- Khoảng 3,5 triệu người hiện bị tiểu đường ở Việt Nam, tăng lên gấp 2 lần sau 25 năm. Trong số đó, chỉ có 31% bệnh nhân được chẩn đoán, số còn lại mang bệnh nhưng không được phát hiện.  (PN)
- Mark Hauptmann, Nghị sĩ Quốc hội Liên bang Đức, hôm 11/3 tuyên bố từ chức sau các cáo buộc cho rằng ông nhận tiền lót tay từ các chính phủ độc tài, trong đó có Việt Nam, để “xây dựng chuỗi cung ứng tin cậy”, và quảng bá du lịch trên tờ báo của ông. (VOA)
- Đảo chính Myanmar 2021
  - Ít nhất 5 người hôm nay thiệt mạng khi tham gia biểu tình ở Myanmar trong khi chính quyền dân sự kêu gọi trao cho họ quyền tự vệ hợp pháp. (vnexpress)
- 200 dân biểu đối lập Nga bị bắt tại thủ đô Matxcơva khi tham gia diễn đàn mang tên "Nước Nga - bầu cử lập pháp địa phương". Trong số đó, có nhiều dân biểu Nghị Viện Matxcơva, Saint Petersburg, cựu thị trưởng Ekaterinbourg ở miền Urals. (RFI)
- Đại dịch COVID-19
  - Pháp có thêm gần 30.000 ca nhiễm Covid-19 trong vòng 24 giờ. Số giường chăm sóc đặc biệt tại vùng Ile-de-France, nơi có thủ đô Paris, gần đầy : 95,9% so với tỉ lệ trung bình 80,5% trên cả nước. Độ tuổi của nhiều bệnh nhân phải vào khu chăm sóc đặc biệt ngày càng trẻ. (RFI)
- Giải vô địch bóng đá thế giới 2022
  - Theo điều tra của nhật báo Anh Guardian có ít nhất 6.500 người lao động nhập cư đã bị chết trên các công trường xây dựng sân vận động ở Qatar từ năm 2010. (RFI)

## Thứ 2 ngày 15
- Dân Biểu Liên Bang Hoa Kỳ Alan Lowenthal (Dân Chủ-California)  viết thư yêu cầu Tổng Thống Joe Biden can thiệp khẩn cấp không trục xuất 33 người gốc Việt nằm trong danh sách trả về Việt Nam vào ngày Thứ Hai, 15 Tháng Ba. (nguoi-viet)
- Đảo chính Myanmar 2021
  - Có ít nhất 21 người biểu tình bị giết chết trong các cuộc đụng độ tại Yangon trong lúc các chính trị gia bị lật đổ bởi cuộc đảo chính quân sự đang kêu gọi có cuộc "cách mạng". Hiệp hội Hỗ trợ Các Tù nhân Chính trị (AAPP) nói số người tử vong trong ngày là 38. (BBC)
- Đại dịch COVID-19
  - Làn sóng Covid-19 thứ ba đang mở rộng khắp châu Âu, buộc một số quốc gia phải áp đặt biện pháp hạn chế mới trong vài ngày tới. (vnexpress)
- Hàng chục nghìn phụ nữ trên khắp Australia biểu tình kêu gọi bình đẳng giới và yêu cầu xử lý cáo buộc lạm dụng tình dục nơi làm việc. (vnexpress)
- Đệ nhất phu nhân Syria Asma al-Assad bị nghi có liên quan hoạt động kích động và khuyến khích các hành động "khủng bố" ở Syria và có thể bị mất quốc tịch Anh sau khi cảnh sát Anh mở cuộc điều tra. (tuoitre)

## Thứ 3 ngày 16
- Trong một cuộc thảo luận do Trung tâm Chính trị Châu Âu tổ chức tại Bruxelles, đại sứ Trung Quốc khuyến cáo khối 27 nước nên “nghĩ hai lần” trước khi thông qua các biện pháp trừng phạt Bắc Kinh về những hồ sơ nhân quyền tại Tân Cương và dân chủ ở Hồng Kông.  (RFI)
- Đảo chính Myanmar 2021
  - Một đám đông người biểu tình tấn công và đốt phá một số nhà máy may mặc do các công ty Trung Quốc điều hành ở khu công nghiệp Hlaing Thar Yar vùng ngoại ô Rangoon. (RFI)
  - Hiện có 138 người chết trong các cuộc biểu tình ở Myanmar. Hơn 400 người đến từ Myanmar, trong đó nhiều người là cảnh sát, đã vượt biên sang Ấn Độ. (tuoitre)
- Đại dịch COVID-19
  - Trong vòng một tuần, gần 13.000 người Brazil đã thiệt mạng do dịch Covid-19, cao hơn bất kỳ quốc gia nào khác, và hơn 464.000 người khác mắc bệnh. (tuoitre)
  - Ba nước châu Âu là Đức, Ý và Pháp đồng loạt hoãn sử dụng vắc xin COVID-19 của AstraZeneca từ ngày 15-3 sau khi có báo cáo về tình trạng đông máu sau khi tiêm.  (tuoitre)

## Thứ 4 ngày 17
- Đảo chính Myanmar 2021
  - Liên Hợp Quốc cho biết ít nhất 149 ca tử vong, hàng trăm người biến mất, lên án tình trạng số người chết tăng tại Myanmar, cảnh báo việc người biểu tình bị bắt đang bị ngược đãi. Hiện có ít nhất 2.084 người bị giam giữ. (Tuổi Trẻ)
- Đại dịch COVID-19
  - Pháp ghi nhận 29.975 ca mới. Thủ tướng Pháp Jean Castex nói, Pháp đã bước vào đợt đại dịch COVID-19 thứ ba, khi các ca mới, tính trung bình trong giai đoạn bảy ngày, tăng trên 25.000. (VOA)
- Ít nhất ba người thiệt mạng và hai người bị thương trong vụ nổ súng tại một tiệm massage ở ngoại ô Atlanta, Georgia, và năm người bị bắn chết tại hai tiệm khác ở thành phố này. (nguoi-viet)
- Bầu cử tổng thống Hoa Kỳ 2020
  - Trump nói Tòa án Tối cao nên thấy "xấu hổ" vì không đủ can đảm để đảo ngược cuộc bầu cử tổng thống mà ông cho là "bị đánh cắp".  (vnexpress)

## Thứ 5 ngày 18
- Đại sứ các nước thành viên Liên Hiệp Châu Âu đã đồng ý về các biện pháp trừng phạt Trung Quốc do những vi phạm nhân quyền đối với sắc tộc thiểu số Duy Ngô Nhĩ Hồi Giáo ở vùng Tân Cương. (RFI)
- Bộ Giáo lý Đức tin Vatican cấm linh mục ban phước cho kết hợp dân sự, hình thức gần tương tự hôn nhân cho người đồng giới. (vnexpress)
- Tổng chưởng lý 21 bang, đều là đảng viên Cộng hòa, khởi kiện Biden vì thu hồi giấy phép đường ống dẫn dầu Keystone XL từ Canada sang Mỹ. (vnexpress)
- Đảo chính Myanmar 2021
  - Tòa án Myanmar hôm nay phát lệnh bắt Kyaw Moe Tun, đại sứ tại Liên Hợp Quốc, với tội danh phản quốc. (vnexpress)

## Thứ 6 ngày 19
- Thông báo của Bộ Ngoại giao Triều Tiên cho biết nước này sẽ cắt đứt quan hệ ngoại giao với Malaysia, sau khi tòa án Malaysia ra phán quyết một người Triều Tiên có thể bị dẫn độ sang Mỹ.  (tuoitre)
- Đảo chính Myanmar 2021
  - Đại sứ Myanmar kêu gọi Hội đồng Bảo an Liên Hợp Quốc có "tuyên bố mạnh hơn" và "hành động mạnh hơn", cho rằng tuyên bố trước đây của Hội đồng Bảo an chưa đáp ứng được kỳ vọng của người dân Myanmar.  (tuoitre)
- Một quan chức hàng đầu của Mỹ ngày 18-3 cho biết chính phủ sẽ “mạnh tay hơn” yêu cầu những người di dân bất hợp pháp không đến Mỹ, sau khi những cảnh báo trước đó không ngăn được hàng ngàn người vẫn ngày đêm đổ về biên giới Mỹ - Mexico.  (tuoitre)
- Đại dịch COVID-19
  - Cơ quan Dược phẩm châu Âu (EMA) ngày 18-3 tuyên bố vắc xin COVID-19 của hãng dược AstraZeneca an toàn và hiệu quả, mở ra hi vọng cho phép hàng chục quốc gia tiếp tục sử dụng vắc xin AstraZeneca. (tuoitre)

## Thứ 7 ngày 20
- Các vụ xả súng spa ở Atlanta năm 2021
  - Tổng thống Mỹ Joe Biden và Phó tổng thống Kamala Harris đã gặp gỡ các lãnh đạo chính quyền và một số nghị sĩ bang Georgia thuộc cộng đồng người Mỹ gốc Á và cộng đồng người dân gốc quần đảo Thái Bình Dương trong hơn một giờ.  (tuoitre)
- Khán giả quốc tế sẽ không được phép nhập cảnh Nhật Bản để xem Thế vận hội Olympic mùa hè này giữa những lo ngại của công chúng về virus corona. (VOA)
- Đại dịch COVID-19
  - Truyền thông Trung Quốc đưa tin ca lây nhiễm COVID-19 trong cộng đồng đầu tiên ở nước này kể từ tháng 2-2021 là một nhân viên y tế đã tiêm đủ 2 liều vắc xin.  (tuoitre)
  - 1/3 dân số Pháp - 21 triệu dân của 16 tỉnh, chủ yếu ở 2 vùng Haut de France và Île-de-France (Paris và vùng phụ cận), bước vào giai đoạn phong tỏa thứ ba kéo dài 4 tuần để kềm chế làn sóng dịch Covid-19 mới. (RFI)

## Chủ nhật ngày 21
- Báo South China Morning Post có bài viết về 'hung thần karaoke' tại Việt Nam, nói rằng nạn ca hát ồn ào, có khi còn dẫn đến bạo lực, là đại dịch đã tồn tại nhiều năm nay mà không có cách nào chấm dứt. (tuoitre)
- Đảo chính Myanmar 2021
  - Bác sĩ và y tá ở miền trung Myanmar đã xuống đường biểu tình từ lúc bình minh. Họ đội mũ bảo hộ và giơ cao các áp phích in hình Cố vấn nhà nước Aung San Suu Kyi.  (tuoitre)
- Đại dịch COVID-19
  - Miami Beach, thành phố biển ở bang Florida (Mỹ), đã phải áp dụng giới nghiêm và tuyên bố tình trạng khẩn cấp do số người đi du lịch đổ xô đến đây quá đông gây hỗn loạn, thậm chí ẩu đả. (tuoitre)
  - Các nhà khoa học Đức và Áo tuyên bố tìm ra nguyên nhân vắc xin AstraZeneca gây chứng đông máu và giải pháp chữa trị dứt tình trạng này khi nó vừa xảy ra. (tuoitre)

## Thứ 2 ngày 22
- Theo tài liệu nghiên cứu của các chuyên gia (Hà Lan, Đại học Cần Thơ và các tỉnh ĐBSCL), phần lớn diện tích của ĐBSCL có thể sẽ nằm dưới mực nước biển trung bình vào cuối thế kỷ 21. (PLO)
- Trung Quốc bổ nhiệm hai thành viên mới vào Ủy ban chính sách tiền tệ của Ngân hàng Nhân dân Trung Quốc (PBOC), trong bối cảnh các doanh nghiệp Trung Quốc đã vỡ nợ khoảng 10 tỉ USD trái phiếu trên cả thị trường tín dụng trong và ngoài nước.  (tuoitre)
- Biểu tình Myanmar 2021
  - EU loan báo sẽ trừng phạt 11 nhân vật Miến Điện liên quan đến vụ đảo chính đầu tháng Hai. Trong khi đó tại Miến Điện, người dân chuyển sang biểu tình ban đêm và sáng sớm để đối phó với tình trạng đàn áp. (RFI)
- Bộ Tài chính Mỹ công bố lệnh trừng phạt hai quan chức Trung Quốc tại Tân Cương, chỉ vài giờ sau hành động tương tự của Liên minh châu Âu. (vnexpress)
- Trung Quốc trừng phạt 10 cá nhân và 4 cơ quan châu Âu, cáo buộc lệnh cấm vận của EU là can thiệp vấn đề nội bộ của Bắc Kinh. (vnexpress)
- Đại dịch COVID-19
  - Tổng thống Brazil cho rằng những thống đốc áp lệnh phong tỏa ngăn Covid-19 là "bạo chúa", tuyên bố sẽ đấu tranh cho "tự do" của người ủng hộ. (vnexpress)
- Nữ hoàng Anh có thể bổ nhiệm một cố vấn về đa dạng hóa để hiện đại hóa chế độ quân chủ sau cáo buộc của vợ chồng Harry. (vnexpress)
- Doanh nhân Mun Chol-myong bị Malaysia bàn giao cho Mỹ, trở thành người Triều Tiên đầu tiên bị dẫn độ tới nước này để xét xử. (vnexpress)
- Ngoại trưởng Nga Sergey Lavrov cho rằng Nga và Trung Quốc phải cùng nhau chuyển sang sử dụng ngoại tệ khác, tránh dùng USD và hệ thống chi trả do phương Tây kiểm soát, để hạn chế nguy cơ từ các lệnh trừng phạt. (tuoitre)
- Một dự luật đang được Vương quốc Đan Mạch xem xét để giảm số cư dân "không phải gốc Phương Tây" ở những khu xóm nghèo xuống dưới 30% tổng số nhân khẩu. (BBC)
- Hàng ngàn người đã xuống đường trên khắp nước Mỹ vào cuối tuần qua, từ Atlanta, New York cho đến Washington, Cũng như ở Montreal, Canada, chống kỳ thị người gốc châu Á, sau các vụ xả súng đẫm máu nhắm vào các cơ sở mát-xa ở Georgia.  (RFI)

## Thứ 3 ngày 23
- Bà Đỗ Thị Thu, vợ của nhà hoạt động Trịnh Bá Phương, cho biết chồng bà đã bị chuyển từ trại giam ở Hà Nội sang Bệnh viện tâm thần Trung ương 1 để giám định tâm thần vì ông Phương giữ im lặng, “không trả lời”, “không hợp tác” khi bị thẩm vấn, điều tra. (VOA)
- Hàn Quốc tịch thu ngôi nhà của cựu tổng thống Park Geun -hye và sẽ bán đấu giá do bà không nộp phạt 19 triệu USD vì tội tham nhũng. (vnexpress)
- Cựu tổng thống Trump chế giễu Biden vì vấp ngã ba lần khi lên chuyên cơ và tiếp tục khẳng định "không thua trước người này". (vnexpress)
- Một nghi phạm bị bắt trong vụ xả súng tại một cửa hàng tạp hóa ở bang Colorado khiến ít nhất 10 người chết, trong đó có một cảnh sát. (vnexpress)
- Pháp triệu đại sứ Trung Quốc tại Paris vì "bình luận không thể chấp nhận được", gồm "lời lăng mạ và đe dọa nghị sĩ cùng một nhà nghiên cứu".  (vnexpress)

## Thứ 4 ngày 24
- Tàu chở hàng Ever Given treo cờ Panama, dài tới 400 m, bị mắc kẹt và chắn ngang kênh đào Suez, khiến cả tuyến hàng hải trọng yếu tê liệt. (vnexpress)

## Thứ 5 ngày 25
- Mỹ và Liên hiệp châu Âu đồng ý tái khởi động cuộc đối thoại song phương về Trung Quốc và làm việc với nhau để giải quyết “thái độ thách thức” của Nga. (VOA)

## Thứ 7 ngày 27
- Luật an ninh quốc gia Hồng Kông
  - Từ khi giới chức Trung Quốc áp đặt luật an ninh quốc gia lên Hồng Kông, người dân đặc khu nhanh chóng chuyển lượng lớn tiền đến Canada để chuẩn bị cho một cuộc sống mới. (MTG), (Reuters)
- Trung Quốc vừa ra lệnh trừng phạt 9 công dân Anh, trong đó có 5 nghị sĩ, vì "nói dối và tung tin giả". Trung Quốc đang giam giữ ít nhất 1 triệu người Uighur, đa số theo Hồi giáo, tại các trại ở Tân Cương. (BBC)
- Tổ chức Quan Sát Nhân Quyền (HRW) kêu gọi các doanh nghiệp bị tẩy chay ở Trung Quốc cần kiên định chống lại tình trạng lao động cưỡng bức, vi phạm nhân quyền ở Tân Cương. (RFI)
- Các ngoại trưởng Trung Quốc và Iran ngày 27-3 đã ký thỏa thuận hợp tác 25 năm, bao gồm nhiều khoản đầu tư của Trung Quốc vào các lĩnh vực quan trọng. (tuoitre)
- Trong bối cảnh quan hệ Úc - Trung tiếp tục căng thẳng từ đầu đại dịch virus corona, chính quyền Bắc Kinh thông báo tiếp tục tăng mức thuế cao ngất đánh vào mặt hàng rượu vang đóng chai Úc nhập khẩu vào Trung Quốc. (RFI)
- Đảo chính Myanmar 2021
  - An ninh Myanmar hôm 27/3 đã nổ súng vào người biểu tình trong ngày nước này kỷ niệm ngày quân đội. Một số tin tức nói 50 người bị bắn chết hôm nay. (BBC)
  - Thứ trưởng Quốc phòng Nga khẳng định muốn tăng cường quan hệ quân sự với Myanmar, trong bối cảnh quân đội nước này đang bị phương Tây lên án.  (vnexpress)
- Đại dịch COVID-19
  - Philippines tái áp đặt biện pháp phong tỏa ở thủ đô Manila và các tỉnh lân cận, ảnh hưởng khoảng 24 triệu dân, sau khi số ca nhiễm nCoV mới tăng mạnh. (vnexpress)
- Công ty bầu cử Dominion Voting Systems kiện hãng tin Fox News vì "cáo buộc vô căn cứ về gian lận" trong cuộc bầu cử tổng thống Mỹ năm 2020.  (vnexpress)

## Chủ nhật ngày 28
- Một ứng cử viên đại biểu Quốc hội Việt Nam độc lập bị lực lượng an ninh ở Hà Nội bắt giữ trong khi nhà riêng của ông bị khám xét và một số thiết bị và tài liệu bị lấy đi.  (VOA)
- Đảo chính Myanmar 2021
  - Hãng tin Myanmar Now cho biết lực lượng an ninh giết chết 114 người trong các cuộc biểu tình khắp nước này trong ngày kỷ niệm ngày quân đội. (vnexpress)
- Người dân tại 60 thành phố Mỹ, bao gồm New York, San Francisco, Los Angeles, Chicago, Detroit và Portland, xuống đường phản đối bạo lực với người gốc Á.(vnexpress)

## Thứ 2 ngày 29
- Đảo chính Myanmar 2021
  - Mỹ thông báo đình chỉ một hiệp định thương mại với Myanmar, để phản ứng việc quân đội nước này giết chết hơn 100 người biểu tình vào cuối tuần qua.  (tuoitre)
- Cảnh sát Indonesia bắt thêm hàng chục tay súng Hồi giáo tình nghi có liên quan cuộc đánh bom liều chết vào nhà thờ 1 ngày trước. (tuoitre)

## Thứ 4 ngày 31
- Đảo chính Myanmar 2021
  - Công ty Giesecke & Devrient dừng cung cấp nguyên liệu để in tiền giấy cho Myanmar vì lo ngại về bạo lực với người biểu tình. (vnexpress)
- Đại dịch COVID-19
  - BioNTech-Pfizer cho biết vaccine của họ có hiệu quả 100% phòng nCoV ở trẻ 12-15 tuổi, khi họ đang xúc tiến để được phép tiêm vaccine cho thiếu niên trước năm học tới.  (vnexpress)
  - Cơ quan y tế Đức loan báo rằng vac-xin AstraZeneca – đã được đổi tên thành Vaxzevria - sẽ được dành cho lớp người từ 60 tuổi trở lên. Quyết định được đưa ra sau khi một số trường hợp máu đóng cục được ghi nhận. Những ai dưới 60 tuổi muốn được chích ngừa bằng AstraZeneca trước tiên sẽ phải được kiểm tra. (RFI)
- Lực lượng Cảnh binh Italy bắt một hạm trưởng hải quân Italy với cáo buộc làm gián điệp cho Nga.  (vnexpress)
- Anh cho biết sẽ thúc đẩy các đồng minh trong nhóm G7 tại cuộc đàm phán ngày 31-3 để có hành động cứng rắn hơn trước những hành vi xấu của Trung Quốc trong giao thương, một động thái cho thấy đường lối cứng rắn hơn với Trung Quốc tại WTO.  (tuoitre)
- Cảnh sát New York bắt Brandon Elliot rạng sáng nay, vài ngày sau khi gã vô cớ đạp ngã và liên tiếp đá vào đầu một phụ nữ gốc Á.  (vnexpress), (CNN)
- Bạo loạn tại Điện Capitol Hoa Kỳ 2021
  - Hai cảnh sát quốc hội Mỹ đệ đơn kiện cựu tổng thống Trump với cáo buộc kích động bạo loạn Đồi Capitol ngày 6/1 khiến họ bị thương. (vnexpress)